# Oleksandrivka, Pokrovske
Oleksandrivka (în ucraineană Олександрівка) este localitatea de reședință a comunei Oleksandrivka din raionul Pokrovske, regiunea Dnipropetrovsk, Ucraina.

## Demografie
Componența lingvistică a localității Oleksandrivka
     Ucraineană (94,21%)
     Rusă (5,07%)
     Alte limbi (0,35%)
Conform recensământului din 2001, majoritatea populației localității Oleksandrivka era vorbitoare de ucraineană (94,21%), existând în minoritate și vorbitori de rusă (5,07%).